# Spagna ai Giochi della XXXI Olimpiade
La Spagna ha partecipato ai Giochi della XXXI Olimpiade, che si sono svolti a Rio de Janeiro, Brasile, dal 5 al 21 agosto 2016.

## Medaglie

### Medagliere per disciplina
| Sport             | Oro | Argento | Bronzo | Totale |
| ----------------- | --- | ------- | ------ | ------ |
| Canoa/kayak       | 3   | 0       | 1      | 4      |
| Atletica leggera  | 1   | 1       | 0      | 2      |
| Nuoto             | 1   | 0       | 1      | 2      |
| Badminton         | 1   | 0       | 0      | 1      |
| Tennis            | 1   | 0       | 0      | 1      |
| Pallacanestro     | 0   | 1       | 1      | 2      |
| Taekwondo         | 0   | 1       | 1      | 2      |
| Ginnastica        | 0   | 1       | 0      | 1      |
| Ciclismo          | 0   | 0       | 1      | 1      |
| Sollevamento pesi | 0   | 0       | 1      | 1      |
| Totale            | 7   | 4       | 6      | 17     |

### Medaglie d'oro
| Medaglia | Nome                         | Sport            | Evento                       |
| -------- | ---------------------------- | ---------------- | ---------------------------- |
| Oro      | Mireia Belmonte              | Nuoto            | 200 metri farfalla femminili |
| Oro      | Maialen Chourraut            | Canoa/kayak      | Slalom K1 femminile          |
| Oro      | Marc López Rafael Nadal      | Tennis           | Doppio maschile              |
| Oro      | Marcus Walz                  | Canoa/kayak      | K1 1000 metri maschile       |
| Oro      | Saúl Craviotto Cristian Toro | Canoa/kayak      | K2 200 metri maschile        |
| Oro      | Carolina Marín               | Badminton        | Singolo femminile            |
| Oro      | Ruth Beitia                  | Atletica leggera | Salto in alto femminile      |

### Medaglie d'argento
| Medaglia | Nome | Sport            | Evento                       |
| -------- | --- | ---------------- | ---------------------------- |
| Argento  | Orlando Ortega | Atletica leggera | 110 metri ostacoli           |
| Argento  | Eva Calvo | Taekwondo        | 57 kg femminile              |
| Argento  | Anna Cruz Silvia Domínguez Laura Gil Astou Ndour Laura Nicholls Laia Palau Lucila Pascua Laura Quevedo Leonor Rodríguez Leticia Romero Alba Torrens Marta Xargay | Pallacanestro    | Torneo femminile             |
| Argento  | Sandra Aguilar Artemi Gavezou Elena López Lourdes Mohedano Alejandra Quereda                                                                                     | Ginnastica       | Ritmica - Concorso a squadre |

### Medaglie di bronzo
| Medaglia | Nome | Sport             | Evento                    |
| -------- | --- | ----------------- | ------------------------- |
| Bronzo   | Mireia Belmonte | Nuoto             | 400 metri misti femminili |
| Bronzo   | Lidia Valentín | Sollevamento pesi | 75 kg femminile           |
| Bronzo   | Joel González | Taekwondo         | 68 kg maschile            |
| Bronzo   | Saúl Craviotto | Canoa/kayak       | K1 200 metri maschile     |
| Bronzo   | Álex Abrines José Calderón Víctor Claver Rudy Fernández Pau Gasol Willy Hernangómez Sergio Llull Nikola Mirotić Juan Carlos Navarro Felipe Reyes Sergio Rodríguez Ricky Rubio | Pallacanestro     | Torneo maschile           |
| Bronzo   | Carlos Coloma | Ciclismo          | Cross country maschile    |

## Atletica
La Spagna ha qualificato a Rio i seguenti atleti:
- 800m maschili - 1 atleta (Kevin Lopez)
- 800m femminili - 1 atleta (Antoine Gakeme)
- 5000m maschili - 1 atleta (Jesus Espana)
- 3000m siepi maschili - 1 atleta (Roberto Alaiz)
- Salto in lungo femminile - 1 atleta (Ruth Beitia)

## Nuoto
| Atleta                                                       | Evento                    | Batterie | Batterie   | Semifinali      | Semifinali      | Finale          | Finale          |
| Atleta                                                       | Evento                    | Tempo    | Classifica | Tempo           | Classifica      | Tempo           | Classifica      |
| ------------------------------------------------------------ | ------------------------- | -------- | ---------- | --------------- | --------------- | --------------- | --------------- |
| Judit Ignacio                                                | 100 m farfalla            | 59"61    | 30ª        | non qualificata | non qualificata | non qualificata | non qualificata |
| Mireira Belmonte Garcia                                      | 400 m misti               | 4:32"75  | 2ª C       | N.D.            | N.D.            | 4:32"39         | Bronzo          |
| María Vilas Vidal                                            | 400 m misti               | 4:42"52  | 19ª        | N.D.            | N.D.            | non qualificata | non qualificata |
| Fátima Gallardo Marta González Patricia Castro Melania Costa | 4×100 m libero            | 3:40"46  | 13ª RN     | N.D.            | N.D.            | non qualificata | non qualificata |
| Duane Da Rocha                                               | 100 metri dorso femminili | 1'00"87  | 15ª C      | 1'00"85         | 15ª             | non qualificata | non qualificata |

| Atleta                                                                   | Evento               | Batterie   | Batterie   | Semifinali      | Semifinali      | Finale          | Finale          |
| Atleta                                                                   | Evento               | Tempo      | Classifica | Tempo           | Classifica      | Tempo           | Classifica      |
| ------------------------------------------------------------------------ | -------------------- | ---------- | ---------- | --------------- | --------------- | --------------- | --------------- |
| Joan Lluís Pons                                                          | 400 m misti          | 4:13"55 RN | 8ª C       | N.D.            | N.D.            | 4:16"58         | 8ª              |
| Antonio Arroyo                                                           | 1500 m stile libero  | 15:12.61   | 26         | N.D.            | N.D.            | non qualificato | non qualificato |
| Miguel Durán                                                             | 400 m stile libero   | 3:53.40    | 37         | N.D.            | N.D.            | non qualificato | non qualificato |
| Hugo González                                                            | 100 m dorso          | 54.18      | 20         | non qualificato | non qualificato | non qualificato | non qualificato |
| Hugo González                                                            | 200 m dorso          | 1:57.50    | 14 Q       | 1:59.08         | 16              | non qualificato | non qualificato |
| Carlos Peralta Gallego                                                   | 200 m farfalla       | 1:56.98    | 21         | non qualificato | non qualificato | non qualificato | non qualificato |
| Joan Lluís Pons                                                          | 400 m misti          | 4:13.55 RN | 8 Q        | N.D.            | N.D.            | 4:16.58         | 8               |
| Marc Sánchez                                                             | 1500 m stile libero  | 15:11.38   | 24         | N.D.            | N.D.            | non qualificato | non qualificato |
| Eduardo Solaeche                                                         | 200 m misti          | 1:59.67    | =12 Q      | 2:00.47         | 15              | non qualificato | non qualificato |
| Markel Alberdi Aitor Martínez Bruno Ortiz-Cañavate Miguel Ortiz-Cañavate | 4x100 m stile libero | 3:16.71 RN | 14         | N.D.            | N.D.            | non qualificato | non qualificato |
| Miguel Durán Víctor Martín Albert Puig Marc Sánchez                      | 4x200 m stile libero | 7:12.62    | 12         | N.D.            | N.D.            | non qualificato | non qualificato |